# Salim Abu Mayanja
Salim Abu Mayanja (9 ottobre 1995) è un mezzofondista ugandese.

## Palmarès
| Anno | Manifestazione           | Sede         | Evento          | Risultato  | Prestazione | Note                          |
| ---- | ------------------------ | ------------ | --------------- | ---------- | ----------- | ----------------------------- |
| 2017 | Mondiali                 | Londra       | 800 m piani     | Batteria   | 1'48"11     |                               |
| 2019 | Giochi Panafricani       | Rabat        | 800 m piani     | Semifinale | 1'49"04     |                               |
| 2022 | Africani                 | Saint-Pierre | 1500 m piani    | Batteria   | 3'47"46     |                               |
| 2022 | Giochi del Commonwealth  | Birmingham   | 1500 m piani    | Batteria   | 3'46"56     |                               |
| 2023 | Mondiali di cross        | Bathurst     | Staffetta mista | 9º         | 25'06"      |                               |
| 2023 | Mondiali                 | Budapest     | 1500 m piani    | Batteria   | 3'38"15     |                               |
| 2023 | Mondiali corsa su strada | Riga         | Miglio          | 14º        | 4'00"72     | Miglior prestazione personale |

## Campionati nazionali
2014
- Argento ai campionati ugandesi, 1500 m piani - 3'45"79
- Oro ai campionati ugandesi, 800 m piani - 1'49"20

2016
- Oro ai campionati ugandesi, 800 m piani - 1'46"82

2017
- Oro ai campionati ugandesi, 1500 m piani - 3'46"93

2019
- Oro ai campionati ugandesi, 1500 m piani - 3'39"55
- Oro ai campionati ugandesi, 800 m piani - 1'46"76

2022
- Oro ai campionati ugandesi, 1500 m piani - 3'44"62